# Lista odcinków serialu Bez zobowiązań
Poniżej znajduje się lista odcinków serialu telewizyjnego Bez zobowiązań – emitowany od 7 października 2015 roku do 31 lipca 2018 roku przez platformę internetową Hulu. Powstały cztery serię, które łącznie składają się z 44 odcinków. W Polsce jest emitowany od 23 lipca 2016 roku na kanale HBO 3.
| Sezon | Sezon | Odcinki | Oryginalna emisja Hulu | Oryginalna emisja Hulu | Oryginalna emisja | Oryginalna emisja   | Oryginalna emisja |
| Sezon | Sezon | Odcinki | Premiera sezonu        | Finał sezonu           | Premiera sezonu   | Finał sezonu        |                   |
| ----- | ----- | ------- | ---------------------- | ---------------------- | ----------------- | ------------------- | ----------------- |
|       | 1     | 10      | 7 października 2015    | 2 grudnia 2015         | 23 lipca 2016     | 20 sierpnia 2016    |                   |
|       | 2     | 13      | 7 czerwca 2016         | 23 sierpnia 2016       | 27 sierpnia 2016  | 1 października 2016 |                   |
|       | 3     | 10      | 23 maja 2017           | 1 sierpnia 2017        | 30 czerwca 2017   | 29 września 2017    |                   |
|       | 4     | 8       | 31 lipca 2018          | 31 lipca 2018          |                   |                     |                   |

## Sezon 1 (2015)
| Nr | #  | Tytuł   | Reżyseria      | Scenariusz                   | Premiera Hulu        | Premiera HBO 3   |
| -- | -- | ------- | -------------- | ---------------------------- | -------------------- | ---------------- |
| 1  | 1  | Pilot   | Jason Reitman  | Zander Lehmann               | 7 października 2015  | 23 lipca 2016    |
| 2  | 2  | Friends | Jason Reitman  | Zander Lehmann               | 7 października 2015  | 23 lipca 2016    |
| 3  | 3  | Animals | Max Winkler    | Zander Lehmann               | 14 października 2015 | 30 lipca 2016    |
| 4  | 4  | ...     | Max Winkler    | Zander Lehmann               | 21 października 2015 | 30 lipca 2016    |
| 5  | 5  | Mom     | Michael Weaver | Sheila Callaghan             | 28 października 2015 | 6 sierpnia 2016  |
| 6  | 6  | Biden   | Michael Weaver | Liz Tigelaar                 | 4 listopada 2015     | 6 sierpnia 2016  |
| 7  | 7  | Home    | Tricia Brock   | Harris Danow                 | 11 listopada 2015    | 13 sierpnia 2016 |
| 8  | 8  | Bottles | Tricia Brock   | Zander Lehmann, Harris Danow | 18 listopada 2015    | 13 sierpnia 2016 |
| 9  | 9  | Mars    | Fred Savage    | Halsted Sullivan             | 25 listopada 2015    | 20 sierpnia 2016 |
| 10 | 10 | Dave    | Fred Savage    | Zander Lehmann               | 2 grudnia 2015       | 20 sierpnia 2016 |

## Sezon 2 (2016)
| Nr | #  | Tytuł             | Reżyseria         | Scenariusz           | Premiera Hulu    | Premiera HBO 3      |
| -- | -- | ----------------- | ----------------- | -------------------- | ---------------- | ------------------- |
| 11 | 1  | Phase 3           | Jason Reitman     | Zander Lehmann       | 7 czerwca 2016   | 27 sierpnia 2016    |
| 12 | 2  | Trivial Pursuit   | Jason Reitman     | Liz Tigelaar         | 7 czerwca 2016   | 27 sierpnia 2016    |
| 13 | 3  | Such Good Friends | Karyn Kusama      | Zander Lehmann       | 14 czerwca 2016  | 3 września 2016     |
| 14 | 4  | Big Green Egg     | Karyn Kusama      | Harris Danow         | 21 czerwca 2016  | 3 września 2016     |
| 15 | 5  | Bicycle Thieves   | Iain B. MacDonald | Zander Lehmann       | 28 czerwca 2016  | 10 września 2016    |
| 16 | 6  | 100 Cows          | Iain B. MacDonald | Molly Smith Metzler  | 5 lipca 2016     | 10 września 2016    |
| 17 | 7  | Threesomes        | Lynn Shelton      | Liz Tigelaar         | 12 lipca 2016    | 17 września 2016    |
| 18 | 8  | The Magpie        | Lynn Shelton      | Zander Lehmann       | 19 lipca 2016    | 17 września 2016    |
| 19 | 9  | The Lake          | Marielle Heller   | Marguerite MacIntyre | 26 lipca 2016    | 24 września 2016    |
| 20 | 10 | Reunion           | Marielle Heller   | Rosa Handelman       | 2 sierpnia 2016  | 24 września 2016    |
| 21 | 11 | Death and Taxes   | Michael Weaver    | Harris Danow         | 9 sierpnia 2016  | 1 października 2016 |
| 22 | 12 | 40                | Michael Weaver    | Liz Tigelaar         | 16 sierpnia 2016 | 1 października 2016 |
| 23 | 13 | The Great Unknown | Fred Savage       | Zander Lehmann       | 23 sierpnia 2016 | 1 października 2016 |

## Sezon 3 (2017)
| Nr | #  | Tytuł                                    | Reżyseria           | Scenariusz     | Premiera Hulu   | Premiera HBO 3   |
| -- | -- | ---------------------------------------- | ------------------- | -------------- | --------------- | ---------------- |
| 24 | 1  | Ashes to Ashes                           | Lynn Shelton        | Zander Lehmann | 23 maja 2017    | 30 czerwca 2017  |
| 25 | 2  | Things to Do in Burbank When You're Dead | Carrie Brownstein   | Zander Lehmann | 23 maja 2017    | 7 lipca 2017     |
| 26 | 3  | The Table                                | Carrie Brownstein   | Zander Lehmann | 23 maja 2017    | 21 lipca 2017    |
| 27 | 4  | The Sprout                               | Lake Bell           | Zander Lehmann | 30 maja 2017    | 28 lipca 2017    |
| 28 | 5  | Look at Me                               | Lake Bell           | Harris Danow   | 6 czerwca 2017  | 4 sierpnia 2017  |
| 29 | 6  | Troubleshooting                          | Amy York Rubin      | Zander Lehmann | 13 czerwca 2017 | 11 sierpnia 2017 |
| 30 | 7  | The Rat King                             | Amy York Rubin      | Zander Lehmann | 20 czerwca 2017 | 18 sierpnia 2017 |
| 31 | 8  | Venus                                    | Michael Weaver      | Zander Lehmann | 27 czerwca 2017 | 25 sierpnia 2017 |
| 32 | 9  | Fresno                                   | Michael Weaver      | Zander Lehmann | 4 lipca 2017    | 1 września 2017  |
| 33 | 10 | Cake Walk                                | Gillian Robespierre | Harris Danow   | 11 lipca 2017   | 8 września 2017  |
| 34 | 11 | Firesale                                 | Gillian Robespierre | Zander Lehmann | 18 lipca 2017   | 15 września 2017 |
| 35 | 12 | 99                                       | Jason Reitman       | Zander Lehmann | 25 lipca 2017   | 22 września 2017 |
| 36 | 13 | The Hermit & the Moon                    | Jason Reitman       | Zander Lehmann | 1 sierpnia 2017 | 29 września 2017 |

## Sezon 4 (2018)
| Nr | # | Tytuł                                | Reżyseria           | Scenariusz      | Premiera Hulu | Premiera HBO 3 |
| -- | - | ------------------------------------ | ------------------- | --------------- | ------------- | -------------- |
| 37 | 1 | Carrie                               | Gillian Robespierre | Zander Lehmann  | 31 lipca 2018 |                |
| 38 | 2 | The Missing Piece                    | Gillian Robespierre | Cara DiPaolo    | 31 lipca 2018 |                |
| 39 | 3 | Virtual Reality                      | Hannah Fidell       | Zander Lehmann  | 31 lipca 2018 |                |
| 40 | 4 | Dreams Stay With You                 | Hannah Fidell       | Harris Danow    | 31 lipca 2018 |                |
| 41 | 5 | The Last Super Bowl                  | Zander Lehmann      | Rosa Handelman  | 31 lipca 2018 |                |
| 42 | 6 | Faultless Bodies and Blameless Minds | Helen Estabrook     | Tess Morris     | 31 lipca 2018 |                |
| 43 | 7 | All About You                        | Michael Weaver      | Nick Jones, Jr. | 31 lipca 2018 |                |
| 44 | 8 | Finale                               | Michael Weaver      | Zander Lehmann  | 31 lipca 2018 |                |